# Pedro Menéndez de Avilés
Pour les articles homonymes, voir Menéndez.
Pedro Menéndez de Avilés, né à Avilés dans les Asturies le 15 février 1519 et mort à Santander le 17 septembre 1574 du typhus, est un noble et marin espagnol qui fut pirate, corsaire, puis amiral.
Il reste dans l'histoire comme le fondateur du comptoir de Saint Augustine en Floride, le plus ancien port européen d'Amérique du Nord (28 août 1565). Il détruisit le comptoir français concurrent de Fort Caroline la même année. Gouverneur de la Floride espagnole, il prit le contrôle du détroit des Bahamas, fortifia plusieurs ports des Antilles et conduisit des négociations avec les Indiens Calusa.

## Jeunesse

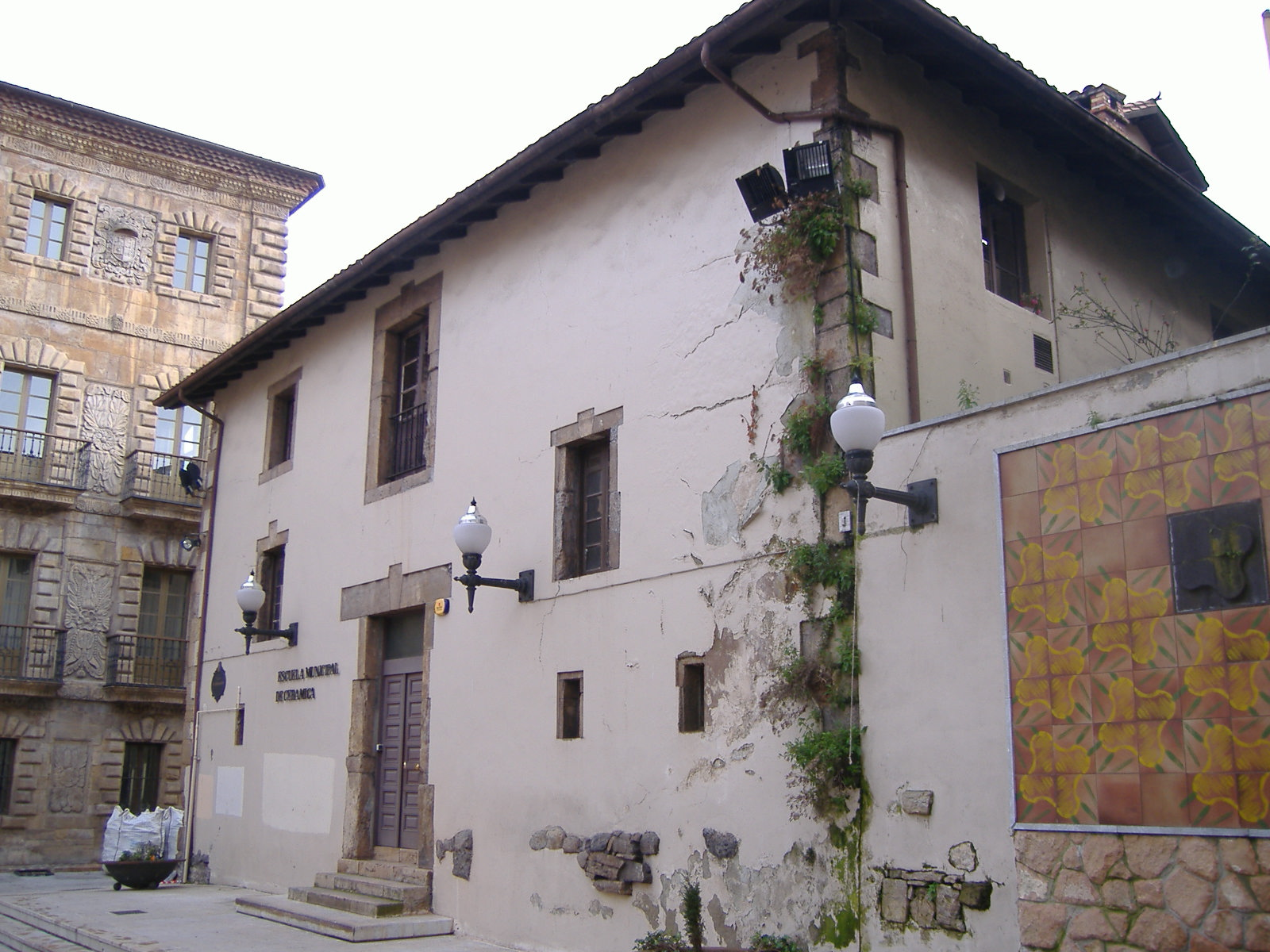
Maison natale de Pedro Menéndez à Avilès.

Né à Avilés dans les Asturies, il est l'un des plus jeunes enfants de la famille. Après la mort de son père, il est placé chez des parents, lorsque sa mère se remarie. À l'âge de quatorze ans, il s'échappe de chez ses tuteurs pour s'engager comme garçon de cabine dans la flotte espagnole chargée de la chasse aux pirates français. Il débute ainsi sa carrière de marin sous le règne de Charles Quint, comme corsaire sur la mer Cantabrique, luttant principalement contre les pirates français qui attaquent alors les côtes espagnoles.
Après deux années passées en mer, il retourne chez lui. Sa famille le contraint alors d'épouser Ana Maria Solis qui n'est âgée que de dix ans. La vie conjugale n'est pas son fort et il reprend bientôt le large. À dix-neuf ans, il arme un bateau doté d'un équipage de cinquante hommes et se saisit de deux navires français.

## Carrière de marin
En 1544, une escadre française, commandée par Jean Alphonse de Saintonge, capture 18 navires espagnols. Menendez de Aviles les poursuit jusqu'au port de La Rochelle où il récupère cinq navires et des prisonniers espagnols, s'attaque en personne au capitaine de Saintonge et le tue. Malgré les forces françaises de La Rochelle, Menendez de Aviles parvient à sortir du port avec ses prises. L'Empereur Charles Quint, l'autorise à poursuivre son action contre les Français, faisant de lui le principal responsable de la chasse aux Français le long des côtes de Galice et des Asturies.
En 1554, il accompagne le roi, Philippe II d'Espagne, qui de rend en Angleterre afin d'y épouser Marie Ire d'Angleterre. Sa réputation est telle que c'est lui qui commande le galion chargé de ramener le roi et sa suite, en 1559, à la fin de la guerre en Flandre. Pedro Menéndez de Avilés n'a que quarante ans lorsqu'il est nommé pour la première fois au grade « Capitaine général Flotte des Indes » de l'Armada espagnole. Il part à la tête d'une flotte de galions, qui en 1561, ramène du Mexique un important trésor. À son retour, il demande la permission de se lancer à la recherche d'un navire perdu, ce qui lui est d'abord refusé. C'est sur ce galion que se trouvait son seul fils, Juan, et d'autres membres de sa famille. Après un long délai, cette requête est finalement acceptée à condition qu'il colonise et explore La Florida en tant qu'adelantado du roi Philippe II. Il met sur pied, à ses frais, une expédition. Alors qu'il est prêt à partir, il reçoit l'ordre formel du roi de rechercher et de faire disparaître tous les intrus et corsaires d'autres nations, où qu'ils puissent se trouver aux Indes.

### Fort Caroline et Saint Augustine

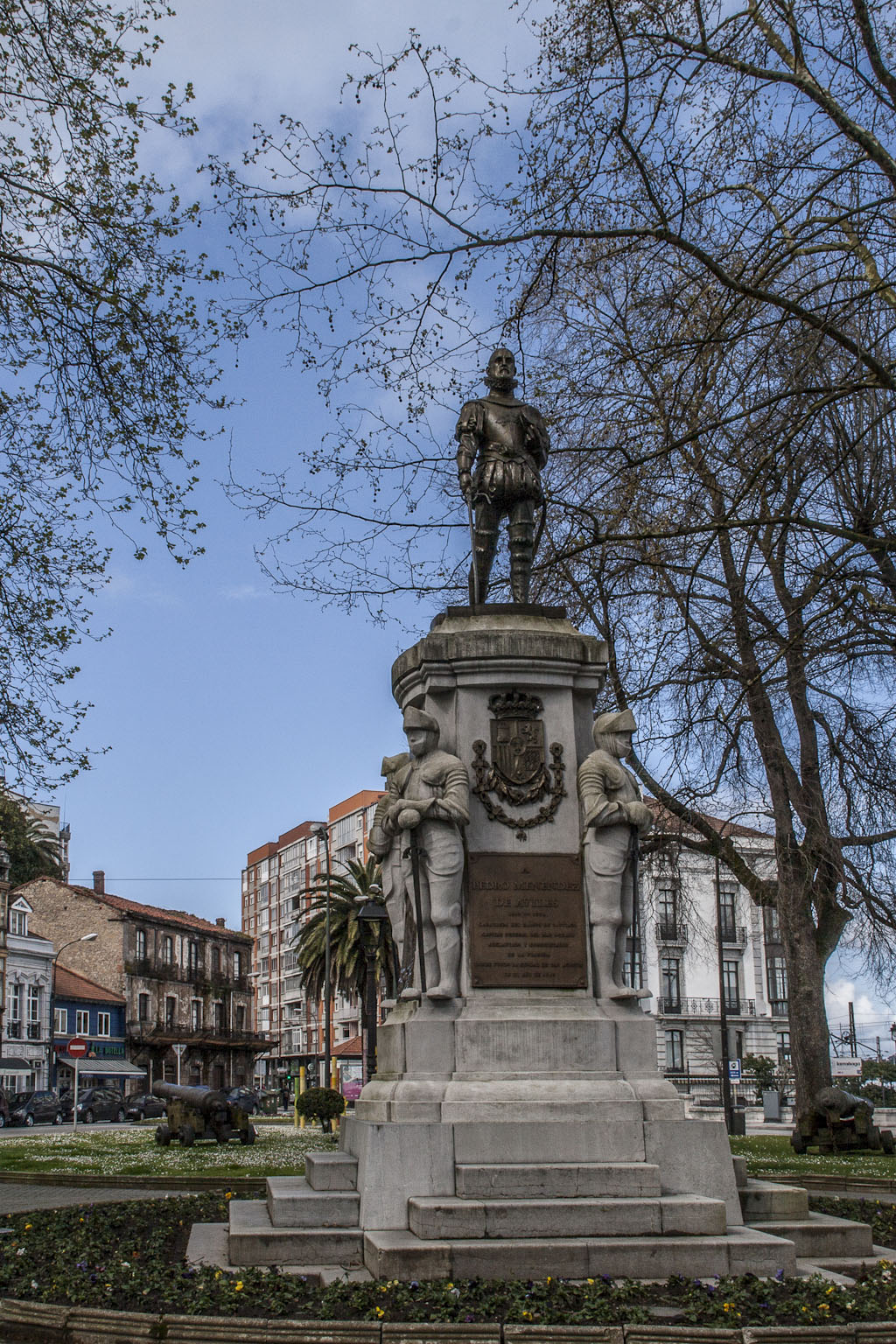
Monument en l'hommage de Pedro Menéndez de Avilés

En 1562, l’amiral Gaspard II de Coligny, chef des Protestants français, a choisi le capitaine huguenot, Jean Ribault, pour établir une colonie en Floride avec 150 de ses coreligionnaires. Ceux-ci se sont établis sur Parris Island, où ils construisent une fortification qu'ils baptisent Charlesfort, Ribault y laisse une petite garnison, puis retourne en France pour y chercher de nouveaux colons et des provisions. Il ne peut cependant revenir rapidement, car il est arrêté par les Britanniques, à la suite de complications dues à la Guerre de religion qui sévit en France. Pendant la longue absence de Ribault, les colons sans approvisionnement et harcelés par les indigènes rentrent en France.

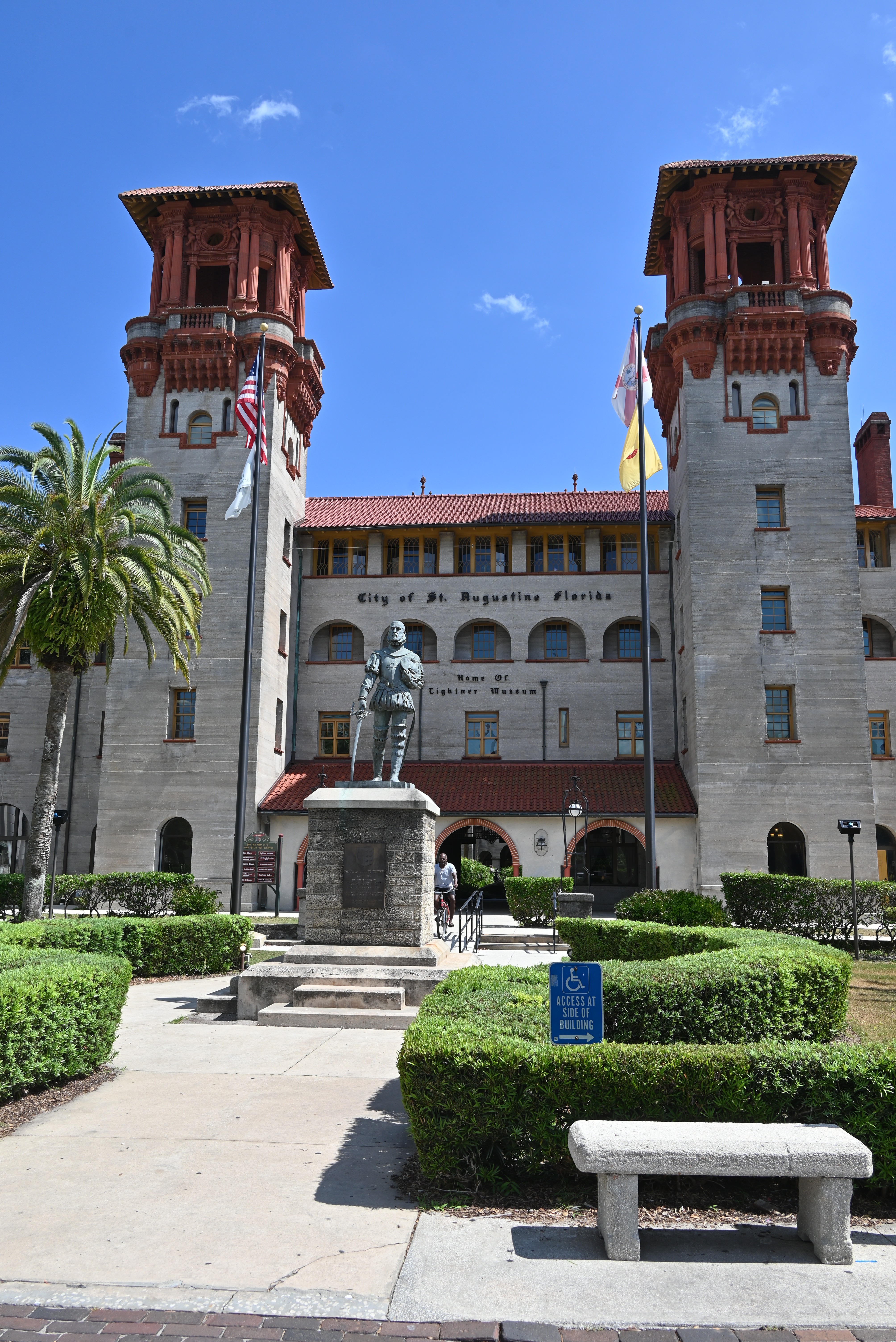
Statue de Pedro Menéndez de Avilés à Saint Augustine, Floride, devant le Lightner Museum.

Deux ans plus tard, Coligny lance une nouvelle expédition, menée par René de Goulaine de Laudonnière, qui était le second de Ribault en 1562. Elle établit une nouvelle colonie à l'embouchure de la St. Johns River. Les colons, des huguenots pour la plupart baptisent ce lieu « La Caroline », en l’honneur du roi Charles IX. Les indiens Timucua aident les Français à y construire un fort triangulaire, le Fort Caroline. Cependant, les rapports avec les indigènes deviennent tendus et la nourriture commence à manquer. Les colons sont prêts à abandonner le fort, lorsqu'en août 1565, des renforts conduits par Jean Ribault arrivent de France.
Menéndez de Avilés arrive d'Espagne au même moment que Ribault, muni de l'ordre de son roi de chasser tout intrus de Floride. Sa flotte aperçoit les navires français et les engage, mais est contrainte de battre en retraite plus au sud, où ils établissent un camp qui deviendra Saint Augustine. Ribault se lance à la poursuite des Espagnols avec quelques-uns de ses navires et la plupart de ses troupes, mais ils sont surpris en mer par une violente tempête qui dure plusieurs jours. Menéndez, lui, choisit d'attaquer Fort Caroline par voie terrestre. Il conduit ses troupes et attaque le fort qui n'est plus défendu que par 200 à 250 colons. Les seuls survivants sont 50 femmes et enfants qui sont faits prisonniers, tous les autres sont exécutés.
La flotte de Ribault a été détruite par la tempête, les navires ont sombré ou se sont échoués au sud de Saint Augustine, nombre de marins ont péri. Menéndez parvient à localiser Ribault et ses hommes rescapés. Il les somme de se rendre. Pensant que lui-même et sa troupe seraient bien traités, Ribault capitule. Menéndez, cependant, fait exécuter Ribault et plusieurs centaines de français, non pas en raison de leur nationalité, mais en tant qu'hérétiques luthériens, il épargne également 15 hommes qui sont des charpentiers, maçons,et autres pour les faire travailler à la construction dans ses colonies. Le lieu de l'exécution est aujourd'hui connu sous le nom de baie de Matanzas (es) (qui signifie « massacres » en espagnol).
Les côtes de Floride, dès lors en main des Espagnols, Menéndez achève la construction du fort de Saint Augustine et y laisse une garnison. Il explore ensuite la côte, y construisant çà et là de nouveaux forts, pour prévenir toute nouvelle incursion française, et des missions, afin d'y évangéliser les indigènes.

### Exploration du sud de la Floride
Menéndez voyage ensuite vers le sud-ouest de la péninsule de Floride, où il entre en contact avec les Calusas. Il négocie un traité de paix avec leur roi Carlos, qui sera renforcé par le mariage de Menéndez avec la sœur de Carlos, qui prend le nom de baptême d'Antonia. La paix n'est pas des plus tranquilles, Menéndez doit à plusieurs reprises utiliser son épouse comme otage lors de négociations avec les Calusas. Il doit également négocier avec les ennemis de ceux-ci, les Tocobagas. Il y établit finalement une garnison de 200 hommes et suit la côte jusqu'à ce qui est aujourd'hui la Géorgie et prend contact avec les indigènes sur l'île de St. Catherines où il fonde une mission. Il retourne ensuite en Floride où il renforce la présence espagnole dans le sud-est. En 1567, en marche vers le sud, il rencontre les Ais alors qu'il atteint l'Indian River près de ce qui de nos jours est la ville de Vero Beach. Les Ais, comme les Tekestas et les Calusa, se montreront hostiles à la colonisation espagnole, avec des épisodes guerriers, jusque vers 1670.
Il rencontre ensuite les Tekesta dans leur capitale qui est aujourd'hui la localité d'El Portal et négocie, afin que trois de leurs chefs l'accompagnent à Cuba, pour lui servir de traducteurs avec les Arawaks. Bien que Menéndez laisse sur place les missionnaires jésuites, le Frère Francisco de Villareal et le Père Rogel afin de convertir les Tekesta, ceux-ci se montrent totalement indifférents à leurs enseignements et les deux Jésuites s'en retournent à Saint Augustine au bout d'une année. Peu après avoir atteint Cuba, Menéndez en est nommé gouverneur.

## Sources
- Mickaël Augeron, Didier Poton et Bertrand Van Ruymbeke, dir., Les Huguenots et l'Atlantique, vol. 1 : Pour Dieu, la Cause ou les Affaires, préface de Jean-Pierre Poussou, Paris, Presses de l'Université Paris-Sorbonne (PUPS), Les Indes savantes, 2009.
- Mickaël Augeron, Didier Poton et Bertrand Van Vuymbeke, dir., Les Huguenots et l'Atlantique, vol. 2 : Fidélités, racines et mémoires, Paris, Les Indes savantes, 2012.
- Mickaël Augeron, John de Bry, Annick Notter, dir., Floride, un rêve français (1562-1565), Paris, Illustria, 2012.
- Philip P. Boucherm, Les Nouvelles-Frances : la France en Amérique, 1500-1815, Sillery, Québec, Septentrion, 2004, 183 p. (ISBN 978-2-89448-375-6, lire en ligne)
- (en) Albert C. Manucy, Menéndez : Pedro Menéndez de Avilés, Captain General of the Ocean Sea, Sarasota, Floride, Pineapple Press, 1992, 107 p. (ISBN 978-1-56164-015-7)
- (es) Manuel Lucena Salmoral, Piratas, bucaneros, filibusteros y corsarios en América : perros, mendigos y otros malditos del mar, Madrid, Editorial MAPFRE, 1992, 313 p. (ISBN 978-84-7100-349-2)